# Altoufievo
Le parc et le château d'Altoufievo  avec l'église de l'Exaltation de la Sainte-Croix est un ensemble architectural du XVIIIe et du XIXe siècle à Moscou dans le district d'Altoufievski.

## Historique

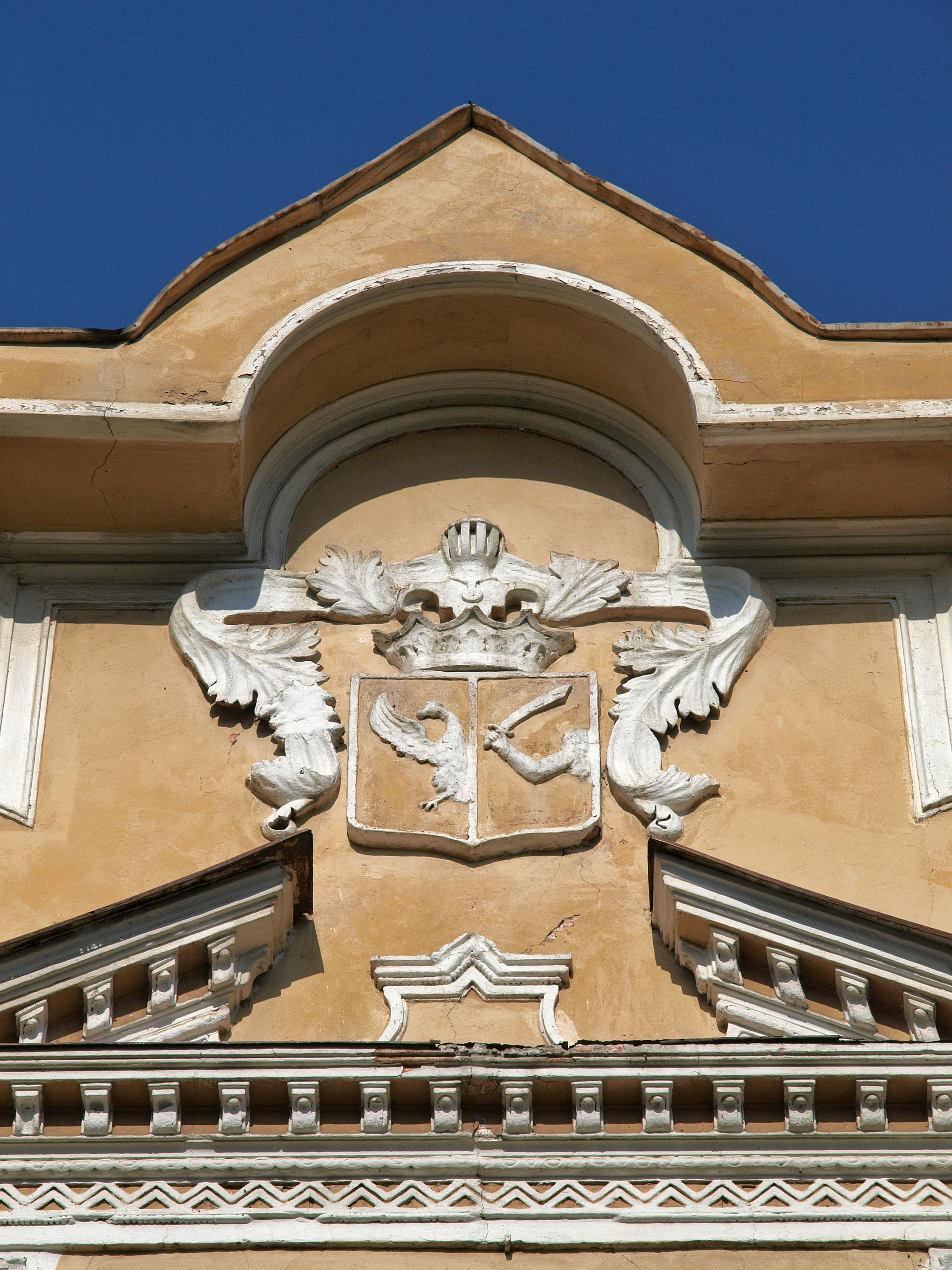
Pignon du château avec les armes des Jerebtsov

Le village d'Altoufievo situé au bord de la rivière Samotiochka est mentionné au XVIe siècle comme appartenant à la famille Miakichev et une église dédiée à l'Exaltation de la Sainte-Croix est construite en 1678 par le courtisan Nikita Akinfov, qui, apparenté à la famille Lopoukhine se retire au monastère Saint-Cyrille-du-Lac-Blanc. Le village et ses terres passent en 1760 à la famille Beliaminov qui fait construire un manoir dans le style baroque, une nouvelle église en pierre, et un parc à la française avec deux étangs. Lorsque le prince Stepan Kourakine (1754-1805) acquiert le domaine à la fin du XVIIIe siècle, il reconstruit la demeure avec un étage, dont les caves et des fragments de murs du rez-de-chaussée sont conservés jusqu'à aujourd'hui, ainsi qu'une brasserie. À l'époque, le domaine est bien géré et comprend près de trois cents paysans.
L'aspect actuel du château, de style historiciste russe, date des années 1849-1861, lorsqu'il appartenait à la famille du conseiller d'État Nicolas Jerebtsov (1807-1868). Celui-ci, ingénieur de formation, s'intéressait aux questions économiques et fit publier à Paris une brochure en français intitulée Histoire de la civilisation en Russie, vivement critiquée par Dobrolioubov. Un avant-corps en forme de mezzanine est construit au milieu de la façade avec une tour servant de belvédère. La façade sud présente des colonnes de pierre blanche. Le manoir est restauré et réaménagé à la fin du XIXe siècle. On y bâtit une orangerie disparue aujourd'hui.
Le dernier propriétaire du domaine fut le magnat du pétrole, Gueorgui Martynovitch Lianozov (1872-1951) qui a donné son nom au district. Il fut expulsé de Russie en 1917, puis fut un temps gouverneur militaire du nord-ouest de l'Estonie pendant la guerre civile, et vécut ensuite à Paris. Entre-temps, en 1903, le domaine est constitué en société d'exploitation. La partie sud-ouest, dénommée alors Lianozovo, est lotie en 230 parcelles et construite. Le château lui-même est transformé en hôtel peu avant la Première Guerre mondiale, la pension Altoufievo, fondée par la veuve d'un lieutenant-général, Tatiana Mikhaïlovna Ounkovskaïa. La pension dispose des soins d'un médecin et d'un masseur, une brochure publicitaire de l'époque vante les mérites de la nature et de l'air pur, et les hôtes peuvent jouer du piano dans la grande salle et lire les derniers numéros de journaux russes, français et anglais.
La pension est transformée en clinique après la révolution. La tour-belvédère est détruite entre les deux guerres. C'est une maison de retraite à partir des années 1980, jusqu'à aujourd'hui.

## Église

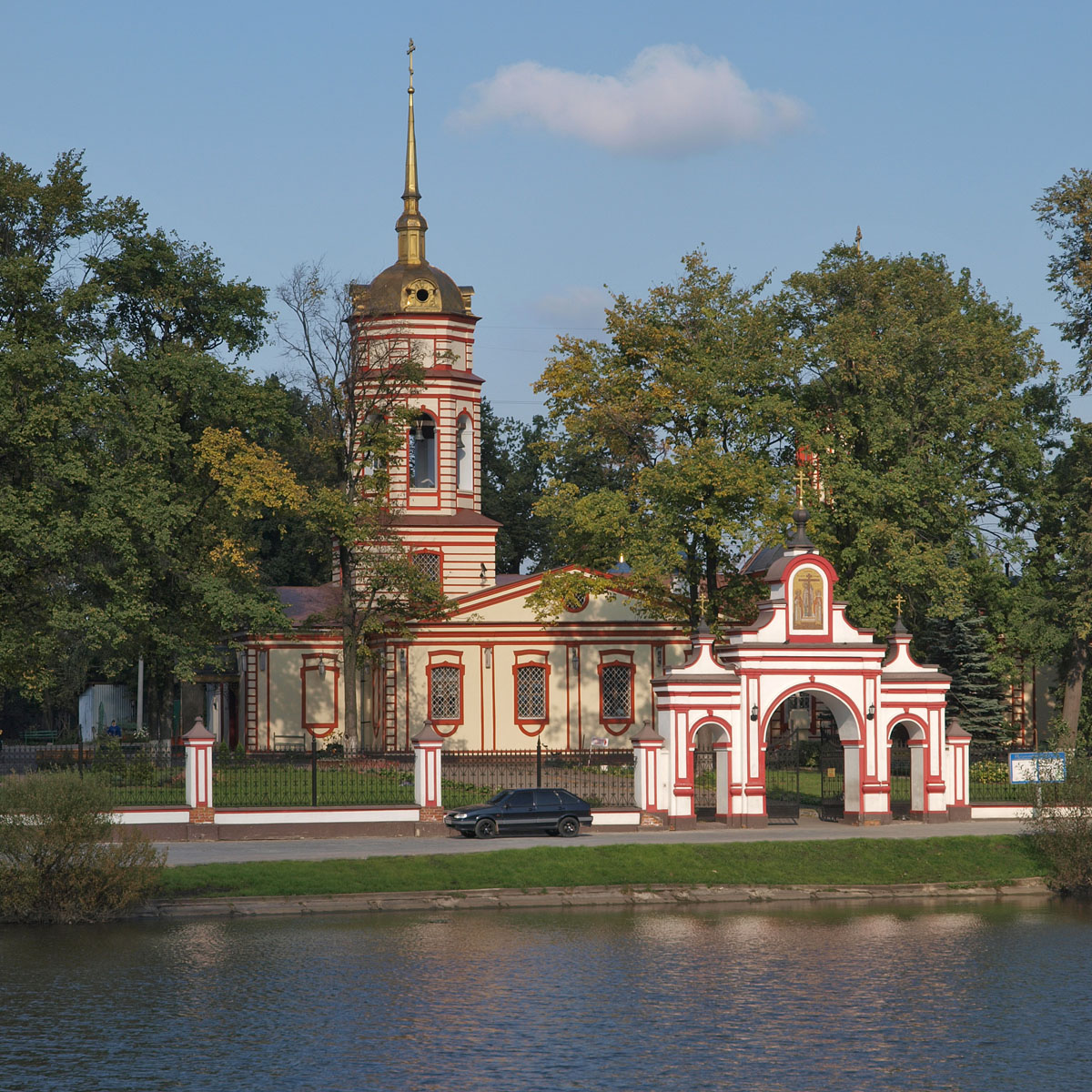
Vue du clocher de l'église d'Altoufievo avec sa flèche

L'église est construite entre 1760 et 1763 en forme de croix et son diamètre total fait douze mètres. Elle possède trois absides, au nord, à l'est et au sud. Les fenêtres du tambour principal sont typiques du baroque moscovite.

## Parc
Des arbres centenaires poussent dans le parc paysager, comme des tilleuls et des peupliers du Canada dont certains atteignent un mètre de diamètre. On trouve aussi des érables d'Amérique, des frênes rouges de Pennsylvanie, plantés par les précédents propriétaires au XIXe siècle. La partie nord du parc accueille des érables argentés rares à Moscou. La partie sud est peuplée de baies, de framboisiers, de pommiers, de pruniers, car il y avait un immense verger, mais des constructions datant des années 1980-1990 en ont transformé irrémédiablement l'aspect.
L'étang d'Altoufievo, relativement clair et navigable, est toujours offert à la vue des promeneurs, mais contrairement au début du siècle précédent, ils ne peuvent plus s'y baigner. Il est bordé de bouleaux, de nombreux saules communs et de saules blancs

## Source
- (ru) Cet article est partiellement ou en totalité issu de l’article de Wikipédia en russe intitulé « Алтуфьево (усадьба) » (voir la liste des auteurs).